# Paleoproterozoik
Paleoproterozoik – pierwsza z trzech er proterozoiku, trwała od 2,5 mld do 1,6 mld lat temu. W paleoproterozoiku doszło do stabilizacji kontynentów. Uformował się pierwszy prawdziwy superkontynent, łączący ponad 75% mas lądowych planety: Kolumbia.

## Życie
Ewolucja życia w paleoproterozoiku jest słabo poznana, a jej historia pełna luk. Pojawiły się cyjanobakterie, które w wyniku procesu fotosyntezy produkowały tlen, wzbogacając w ten gaz atmosferę Ziemi. Doszło wówczas do tzw. katastrofy tlenowej, gdy zawartość tlenu w atmosferze po raz pierwszy stała się wysoka i wody oceanów zostały natlenione. Ponieważ większość organizmów, jakie dotychczas istniały, należała do beztlenowców, spowodowało to masowe wymieranie. Wkrótce po tym nastąpiło zlodowacenie hurońskie, jedno z najsilniejszych zlodowaceń w historii Ziemi. Po jego ustąpieniu powolna ewolucja życia nabrała tempa, prawdopodobnie właśnie wtedy po raz pierwszy pojawiły się eukariotyczne wielokomórkowce, znane jako gabonionta, które jednak bezpotomnie wymarły, gdy poziom tlenu w atmosferze ponownie opadł.

## Geologia
W Kanadzie tworzyły się złoża niklu. W tym okresie też powstało większość światowych zasobów rudy żelaza, m.in.: na obszarze dzisiejszej Szwecji, Norwegii, Stanów Zjednoczonych, Kanady, Meksyku, Chile, Indii, Syberii. W Ameryce Północnej pojawiły się natomiast rudy miedzi.
Paleoproterozoik został podzielony na podstawie datowania skał na następujące okresy (od najstarszego): 
- sider
- riak
- orosir
- stater